# Estadio Oțelul
El Stadionul Oţelul es un estadio multiusos de la ciudad de Galaţi, Rumania. El estadio tiene una capacidad para 13 500 espectadores y sirve, principalmente, para la práctica del fútbol. En el estadio disputa sus partidos como local el Oţelul Galaţi.